# ピウケナイ山
ピウケナイ山（ピウケナイやま）は、北海道の旭川市と上川郡東川町と上川郡上川町の3市町にまたがる標高1,247.7mの山である。山頂には二等三角点「日受内」が設置されている。

## 概要
石狩山地を構成する表大雪の山で、比布岳（2,197m）から安足間岳・当麻岳・本安足山を経て東に伸びる尾根上に位置する。なだらかな山体が特徴的であり旭岳からは広大なピウケナイ山を望むことができる。旭川市の最高峰である。
山頂近くにはピウケナイ展望台（日受内展望台）と呼ばれる草原があり、ここからは大雪山の山々を遮られることなく望むことができる。他にもピウケの守り神と呼ばれる巨岩が山頂東側にある。
山名は忠別川支流のピウケナイ川に由来するが、川名はアイヌ語であるものの由来は諸説ある。
- 「piuke-nai（襲う・川）」この場合の「襲う」は「水がどっと押し寄せる」の意味であるという説[2]。
- 「piwke-nai（出っ張った・川）」しかし「出っ張った」が何を指しているかは不明[2]。
- 「pe-ukik-nay（水・ぶつかり合う・川」昔の地図には「ヘウキナイ」と書かれていることから生まれた解釈。「水がぶつかり合うように押し寄せる」という解釈は「piuke-nai」説にも通ずる部分があると考える[2]。

## 登山
登山道はないため残雪期に登られることが多い。以前は展望台までの道が整備されていたが、現在は笹に覆われている。無雪期は愛山米飯林道が開通しているため山頂近くまでは車で行くことができるが山頂へは藪に覆われているため藪漕ぎをする必要がある。残雪期は藪漕ぎは強いられないが山麓から登る必要がある。